# 福尔克茨豪森
福尔克茨豪森是德国巴登-符腾堡州的一个市镇。总面积5.15平方公里，总人口2968人，其中男性1490人，女性1478人（2011年12月31日），人口密度576人/平方公里。